# Midori (navigateur)
Pour les articles homonymes, voir Midori.
Midori (緑, vert en Japonais) est un navigateur web libre qui vise à être léger et rapide. Il utilise pour cela une interface basée sur la boîte à outils GTK+2 et le moteur de rendu de pages Web WebKitGTK (un portage de WebKit).
Depuis 2023, Gecko est utilisé comme moteur de rendu. En effet, Midori est désormais fondé sur le nouveau navigateur basé sur Firefox, Floorp.

## Fonctionnalités
- navigation par onglets (facilement réorganisables et minimisables, et possibilité de les afficher verticalement),
- un gestionnaire de sessions,
- gestion des signets classés hiérarchiquement par dossiers,
- possibilité d'effectuer une recherche sur le Web à partir d'une boîte de recherche configurable ou directement depuis la barre d'adresse qui propose de façon sous-jacente, lors de la saisie, la liste des moteurs de recherche,
- une barre d'adresse « intelligente » (des suggestions de complétion puisées dans votre historique de navigation apparaissent lors de la frappe en même temps, le cas échéant, que la liste de vos moteurs de recherche),
- recherche dans la page durant la saisie,
- vérificateur d'orthographe,
- zoom de la page dans le respect de la mise en page (zoom du texte et des images),
- prise en charge des scripts et des styles,
- prise en charge des marque-pages scriptés (appelés aussi applisignets, bookmarklets ou encore favelets),
- un gestionnaire de cookies (dont une version avancée peut être activée par le gestionnaire d'extensions),
- un outil pour nettoyer sélectivement les données personnelles (dont les cookies Flash),
- une page d'appel rapide de vos sites favoris permettant d'avoir une sélection de sites choisis présentés sous forme de vignettes lors de l'ouverture d'un nouvel onglet (similaire à la fonction Speed Dial d'Opera),
- une interface configurable,
- extensible en langage C (gestuelle de la souris, onglets colorés par site...), des bindings vers Lua et/ou Python sont prévus pour le futur[4].
- extensions activables, présentes par défaut : bloqueur de publicités, mouvements de souris, onglets colorés, panneau d'onglets, etc.,
- support des noms de domaine internationalisés,
- intégration avec Maemo pour les systèmes mobiles.

## Respect des normes
Grâce au moteur de rendu HTML utilisé, à savoir WebKitGTK, Midori passe avec succès les tests Acid2 et Acid3. Les marque-pages sont sauvegardés dans un fichier au format XBEL. Désormais Midori utilise Gecko comme moteur de rendu.

## Historique et développement
Depuis août 2008, Midori fait partie du projet Xfce, mais, comme l'auteur le précise, Midori est utilisable sur toute plateforme remplissant le cahier des charges (GTK+ 2.10, WebkitGTK+ 1.1.17, libXML2 et libsoup 2.25.2, sqlite 3.0 et Vala 0.10).
Avec la version 0.1.6 publiée le 19 avril 2009, Midori intègre le support des nouvelles fonctions du composant GtkEntry de GTK+ 2.16 lorsque ce dernier est installé sur la machine : barre de progression du chargement de la page et icône notifiant l'existence d'un flux RSS sont intégrées à la barre d'adresse. La version 0.1.8 incorpore également à la barre d'adresse son bouton de validation.

## Signification du logo
Le logo du navigateur représente une patte de chat de couleur verte. Il fait aussi référence au M de Midori, mis en perspective pour donner une impression de vitesse.

## Référence
1. ↑  « Midori - Google Play »
2. ↑  « v11.6 », 9 août 2025 (consulté le 10 août 2025)
3. ↑  FAQ sur le site de XFCE, section What is "Midori" and why should I use it? : « Midori is a web browser, that aims to be lightweight and fast ».
4. ↑  (en) Christian Dywan, « Hot soup, history completion and extensions » [html] (consulté le 21 avril 2009)
5. ↑  (en) Christian Dywan, « Midori - Moving to Xfce land » [html] (consulté le 26 mars 2009)
6. ↑  (fr) GTK+ 2.16
7. ↑  (en) FAQ de Midori